# Čreta (gmina Vransko)
Čreta – wieś w Słowenii, w gminie Vransko. W 2018 roku liczyła 14 mieszkańców.